# 美国和平研究所
美国和平研究所（United States Institute of Peace，简称USIP）是美國聯邦政府的一個机构，总部位于华盛顿哥伦比亚特区雾谷。
美国和平研究所成立於1984年，仅通过美国国会拨款获得资金。该机构由一个由15名成员组成的两党董事会負責管理，美国国防部长、美国国务卿和國防大學校长必須加入董事會；其余12名董事會成員由美国总统任命，而且還需經過美国参议院批准。
2016年6月29日，美国非营利组织“透明化倡议”发布2016年度全球200家智库及游说团体财务透明度评估报告，报告所列43家美国智库及游说团体中，人权观察与美国和平研究所並列“两星级”；而人权观察与美国和平研究所都在官网上列出全部或大部分捐款人姓名，但很少或没有提供财务信息。
美国和平研究所位列2013年全球智库指数（Global Go To Think Tank Index）排名第二。

## 组织运作
该研究所拥有超过300名员工，分布于华盛顿总部、各地办事处以及冲突地区的临时代表团。在 17 个国家开展工作，并于2012年在阿富汗喀布尔和伊拉克巴格达设立了办事处，同时在巴基斯坦伊斯兰堡也设有办事处。

## 出版物
美国和平研究所出版各种与和平建设和冲突管理相关的时事通讯、简报、报告、指南、研究、证词及书籍。它还拥有一个数字化的收藏库，收录了和平协议、口述历史和真相与和解委员会的信息。研究所总部设有一座公共图书馆，馆藏涵盖与和平建设、冲突管理及外交相关的资源，公众可以在馆内使用这些资料，或通过馆际互借获取。